# 細川斉詮
細川 斉詮（ほそかわ なりあきら）は、江戸時代後期の肥後国熊本藩の世嗣。

## 略歴
8代藩主・細川斉茲の次男として誕生した。初名は茲詮（しげあきら）、のち父・斉茲同様に11代将軍・徳川家斉から偏諱を受け、斉詮に改名した。
父・斉茲が肥後宇土藩主から宗家である熊本藩主となった際、宇土藩細川家の家督は長兄の立之が継いだ。その後に生まれた斉詮が、次男ながら宗家嫡子となったが、家督相続前に廃嫡された。代わって、弟の斉樹が嫡子となった。
文化15年（1818年）、23歳で死去した。